# Pol Greisch
Pol Greisch (Walferdange, 8 d'abril de 1930) és un escriptor luxemburguès. El 1993 va adjudicar-se el Premi Servais per diverses obres, incloent Äddi Charel, Besuch, i E Stéck Streisel, i el 2002 va ser premiat amb el Premi Batty Weber per la seva carrera literària.

## Filmografia
- Déi zwéi vum Bierg (1985) de Menn Bodson, Gast Rollinger i Marc Olinger
- Mumm Sweet Mumm (1989) d'AFO-Film
- Schacko Klak (1990) de Paul Kieffer i Frank Hoffmann
- E Liewe laang (1992)
- Emil (2010) de Marc Thoma